# Tipulogaster
Tipulogaster is een vliegengeslacht uit de familie van de roofvliegen (Asilidae).

## Soorten
- T. glabrata (Wiedemann, 1828)
- T. glabratus (Wiedemann, 1828)
- T. lancea Tomasovic, 2002